# Korona Tudorów (heraldyka)

Korona Tudorów

Korona Tudorów, znana również jako  Korona Królewska lub Korona Cesarska – powszechnie używany symbol w heraldyce Wielkiej Brytanii. Oficjalnie był używany od 1902 do 1953 roku, reprezentując nie tylko osobiście brytyjskiego monarchę, ale i Koronę, czyli suwerenną władzę państwową. Korona pojawiła się na wielu oficjalnych emblematach w Wielkiej Brytanii, Imperium Brytyjskim i Wspólnocie brytyjskiej.
Przez wiele lat używano różnych symboli korony, lecz szczególny projekt Korony Tudorów został ujednolicony na prośbę Edwarda VII. Nigdy nie miała przedstawiać żadnej faktycznej fizycznej korony, choć w kształcie przypomina ona małą diamentową koronę królowej Wiktorii.
Po wejściu na tron Elżbieta II prosiła o zmianę projektu przedstawiającego Koronę św. Edwarda (z opuszczonymi łukami), którą założyła podczas  koronacji. Większość projektów na całym świecie dostosowano tak, aby pasowały do siebie.
W Kanadzie Korona Tudorów jest używana od 1907 r. w kanadyjskiej Legislacji Inspekcji Rządowej dotyczącej nadzoru produktów mięsnych.
Pieczęć (lub symbol) składa się z dwóch koncentrycznych pierścieni: na zewnętrznym pierścieniu u góry znajduje się słowo "Kanada", a na dole numer identyfikujący miejsca produkcji; wewnętrzny pierścień zawiera czarno-biały wizerunek korony Tudorów.

## Galeria

Królewski Monogram Króla Georga VI
Herb Zjednoczonego Królestwa (1837-1952)
Królewski Monogram króla Edwarda VIII
Herb Quebec
Flaga Queensland (1901-1953)
Flaga Wiktorii (1901–1953)
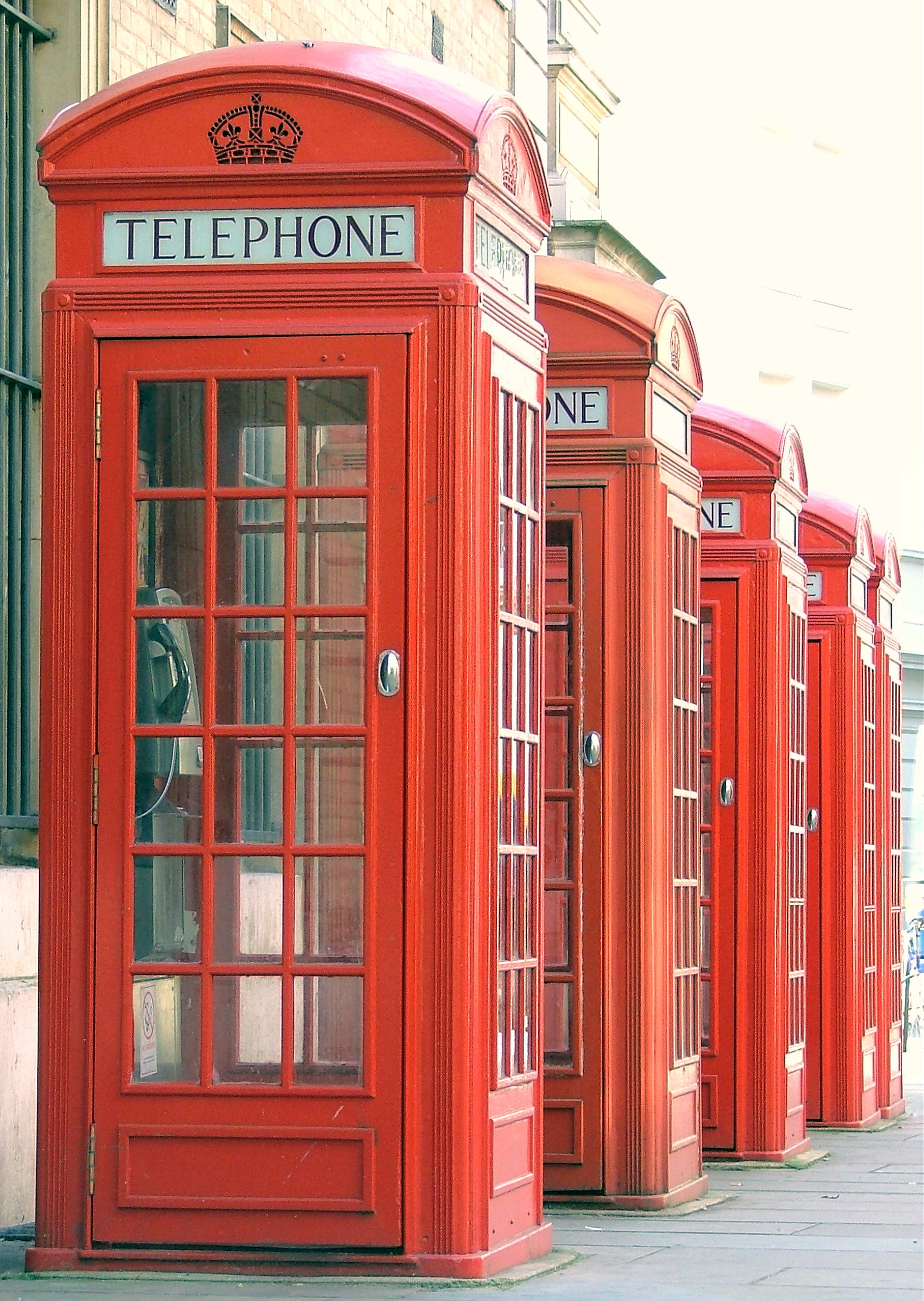
Czerwone budki telefoniczne
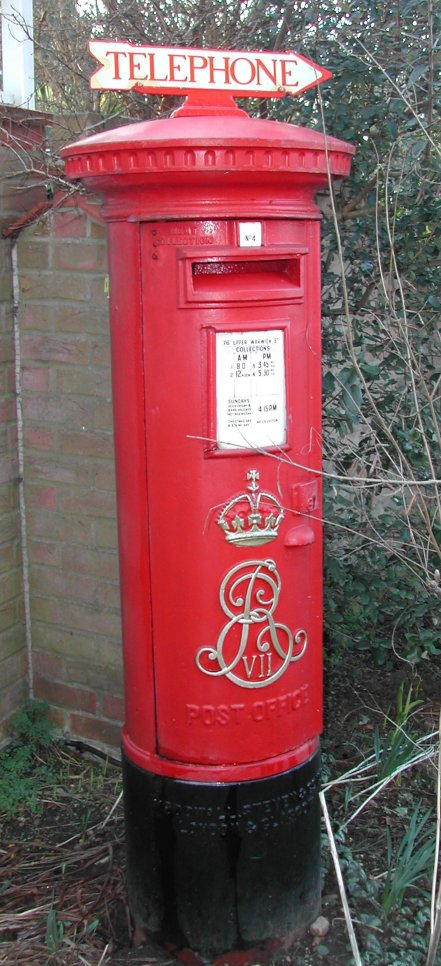
Skrzynka na listy
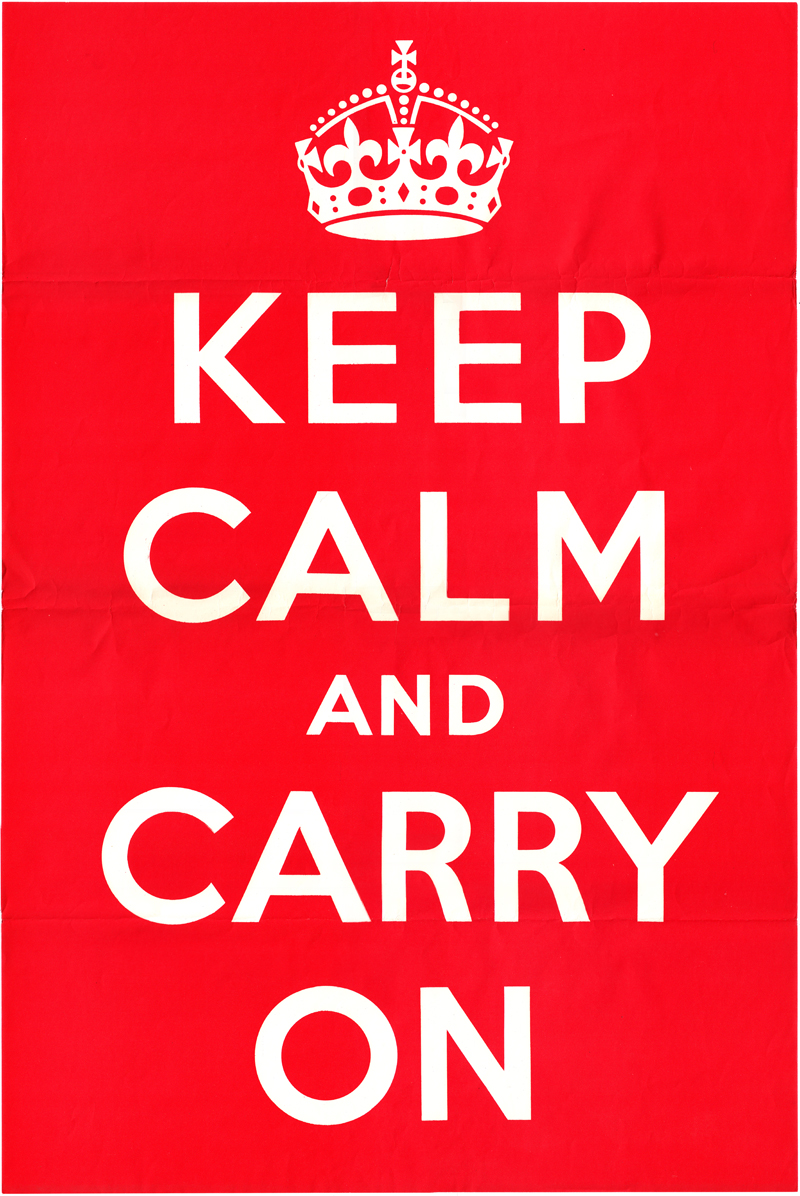
Plakat wojenny "Keep Calm and Carry On"
Element projektu monety z okazji 90. urodzin Królowej Elżbiety Królowej Matki, 1990 r
Flaga Kolonii Natal (1843-1910)
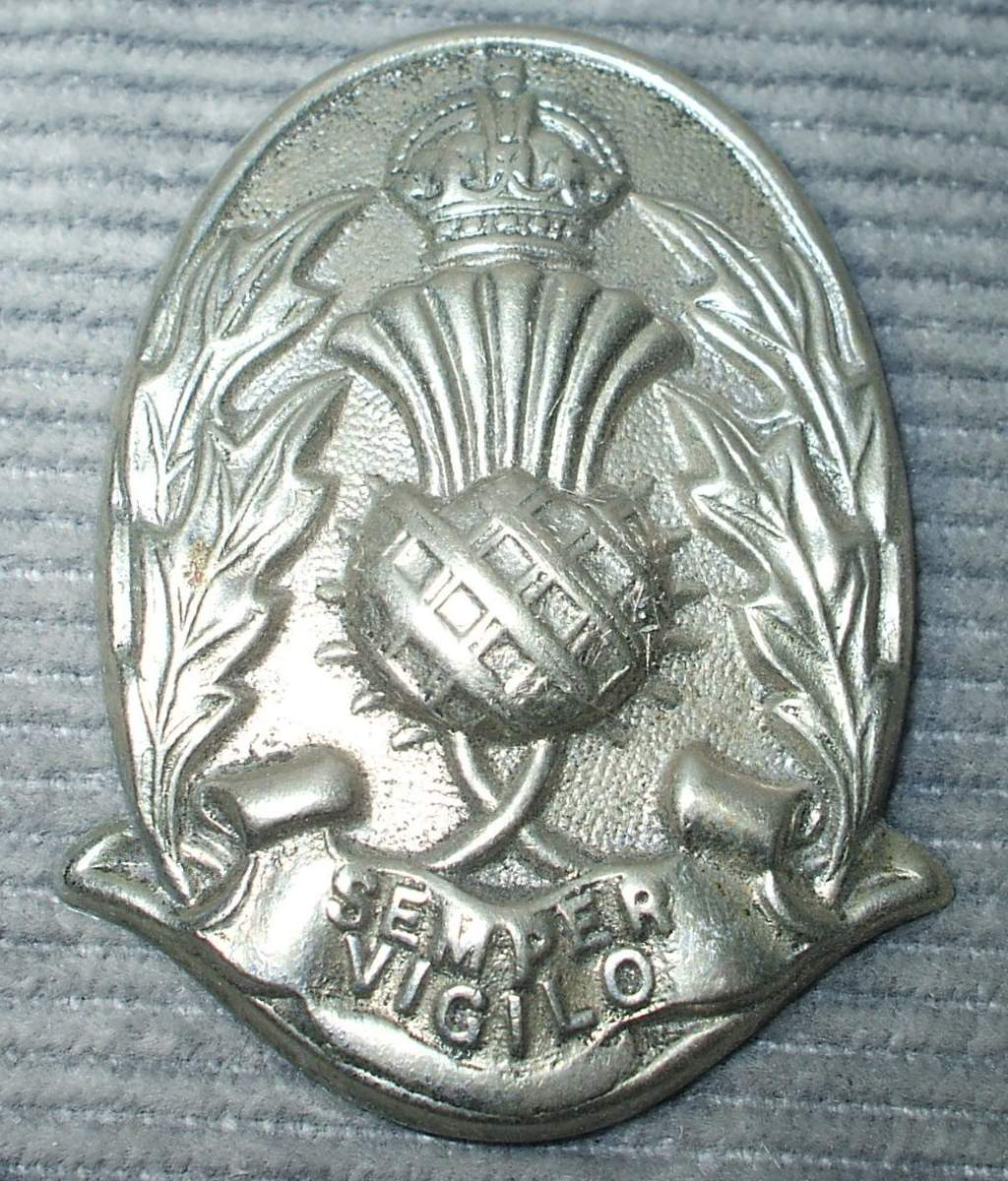
Odznaka szkockiej policji (noszona do 1975 r.)
flaga Irlandii Północnej z koroną Tudorów 1924
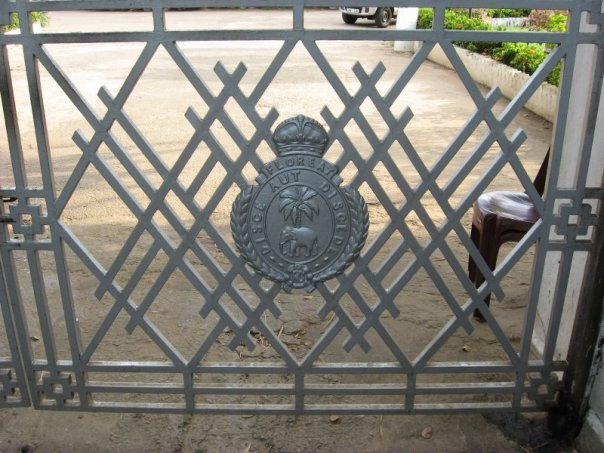
Pochodzący z 1954 r. Herb Royal College Colombo
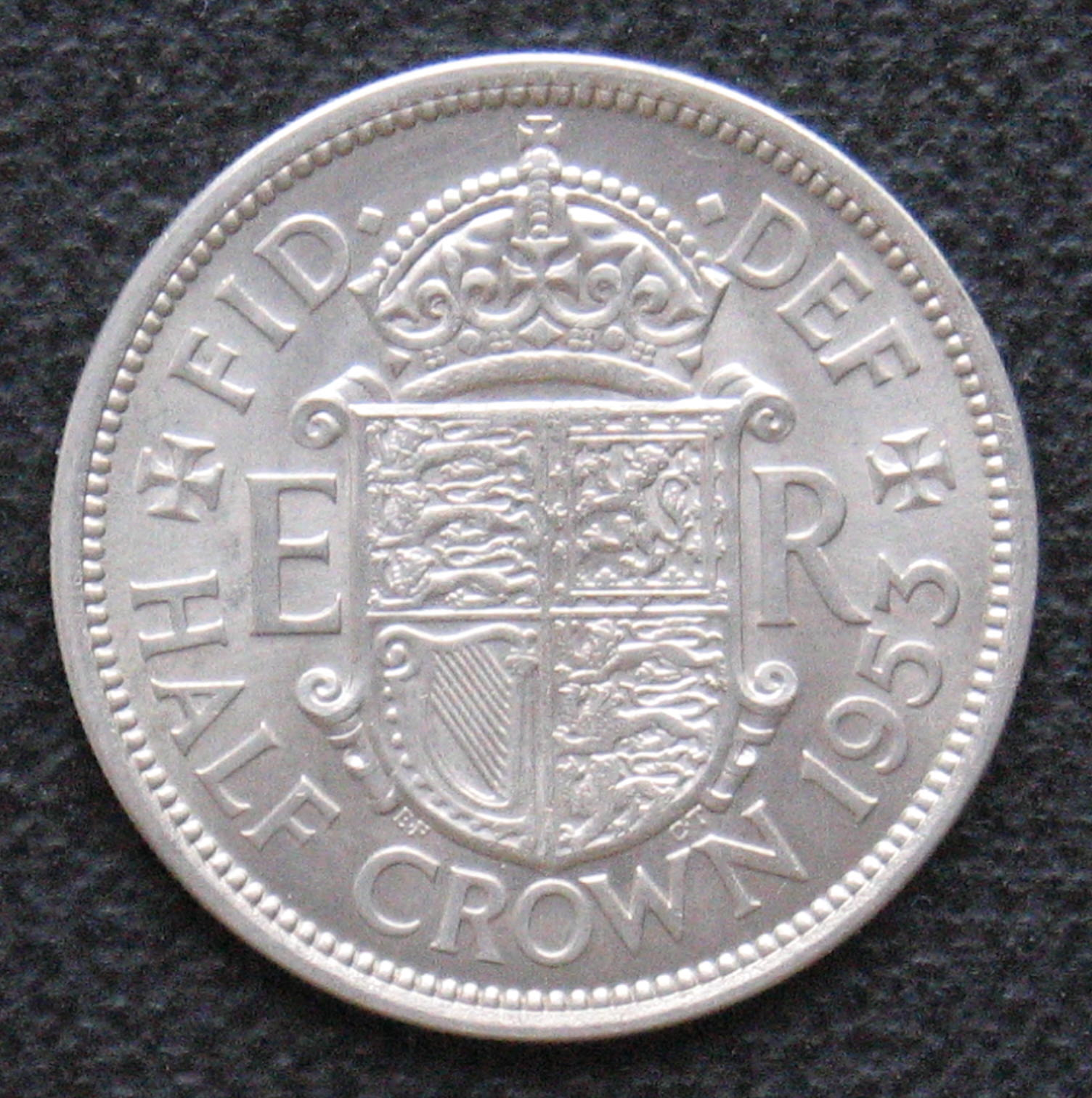
Rewers pół korony z 1953